# پوسالامانکادا
پوسالامانکادا (به لاتین: Pussalamankada) یک منطقهٔ مسکونی در سری‌لانکا است که در استان مرکزی (سری‌لانکا) واقع شده‌است.